# Lycium oxycarpum
Lycium oxycarpum är en potatisväxtart som beskrevs av Michel Félix Dunal. Lycium oxycarpum ingår i släktet bocktörnen, och familjen potatisväxter. Inga underarter finns listade i Catalogue of Life.